# Río Cupaño
El Cupaño, más conocido como río Trongol es un río chileno ubicado aproximadamente a 3 kilómetros del centro de Los Álamos. Tras su confluencia con el río Curanilahue pasan a llamarse río Lebu para desembocar al mar en la ciudad del mismo nombre.

## Trayecto
Tiene una longitud de entre 17-30 kilómetros desde el Valle del Cupaño hasta su desembocadura en las costas de Lebu, cuando llega al sector de Lebu este río se llama río Lebu. Tiene como afluente al río Los Pinos.
En el sector más ancho (Lebu) mide aproximadamente 250 m, y en Los Álamos (sector puente) unos 50 m.

## Historia
Su participación en la historia de Chile comienza en el siglo XVI con el conquistador Pedro de Valdivia quien cruzó el río en su carrera hacia el Fuerte Tucapel donde sería asesinado por Lautaro.[cita requerida]
Francisco Astaburuaga escribió en 1899 en su obra póstuma Diccionario geográfico de la República de Chile sobre la zona:
Cupaño.-—Fundo del departamento de Cañete, situado al lado sur del río Lebu en dirección hacia el N. de la ciudad capital. Frente al fundo tiene el río el vado de Cupaño, que atraviesa el camino que va de Arauco á esa ciudad y que se halla á cinco ó seis kilómetros más arriba del paraje de Gualgalén. Algunos inmutan el nombre en Copañu. En un paraje del lado sur del vado fueron muertos el 2 de junio de 1817 el gobernador de la plaza de Arauco Don José Cienfuegos y su comitiva, invitados para tener allí una entrevista pacífica, por unos cuantos caciques del contorno, á sugestión del jefe realista Sánchez, emboscado en la inmediación, y que de improviso cayó con una gruesa fuerza sobre aquel gobernador; véase ciudad de Nacimiento.

## Población, economía y ecología
El Río Cupaño posee un puente colgante de madera que mide 80 m aproximadamente y un ancho de 4 m, uno de los atractivos principales del sector Los Álamos.